# Magnificat (Pärt)
Pour les articles homonymes, voir Magnificat (homonymie).
Magnificat est une œuvre pour chœur mixte seul du compositeur estonien de musique minimaliste Arvo Pärt écrite en 1989.

## Historique
Cette œuvre est un Magnificat à la Vierge écrit dans le style tintinnabuli classique du compositeur. Œuvre très épurée, elle est devenue une des œuvres chorales les plus jouées et populaires du compositeur, notamment en raison de sa courte durée, lui permettant d'être utilisée comme bis fréquemment.

## Structure
Magnificat est une œuvre en un mouvement unique, basée sur une série de répons entre couplet et tutti.
L'exécution de l'œuvre dure environ 7 minutes.

## Discographie sélective
- Sur le disque De profundis par le Theatre of Voices dirigé par Paul Hillier chez Harmonia Mundi, 1996.